# Baby I
"Baby I" é uma canção gravada pela atriz e cantora estadunidense Ariana Grande, lançada como o segundo single de seu álbum de estreia, Yours Truly. A faixa foi lançada através da Republic Records em 22 de julho de 2013. Sua composição ficou a cargo de Antonio Dixon, Kenneth "Babyface" Edmonds e Patrick "J. Que" Smith, a canção teria sido escrita para Beyoncé, porém ela recusou. Enquanto a produção foi feita pelo segundo. É uma canção de tempo moderado derivada do R&B cuja letra fala sobre amar tanto alguém que não se consegue expressar esse amor.
Logo após seu lançamento, "Baby I" começou a receber avaliações positivas tanto da crítica quanto do público. Os críticos musicais mais uma vez compararam os vocais de Grande aos da cantora Mariah Carey, e notaram uma inspiração na sonoridade da música dos anos 90. Em aspectos comerciais, a canção vem desempenhando-se de forma positiva. Lançada inicialmente apenas na América do Norte, atingiu a 2ª colocação em vendas no iTunes dos Estados Unidos, sendo barrada da primeira posição por "Best Song Ever", single da boyband britânica One Direction lançado no mesmo dia. Em 5 de setembro, Ariana divulgou uma prévia de 30 segundos do videoclipe da música, que foi lançado um dia depois.

## Antecedentes
Em 15 de julho de 2013, Grande anunciou através do Twitter "Baby I" como o segundo single de seu álbum de estreia, Yours Truly. No dia seguinte, ela compartilhou um link contendo uma prévia de 14 segundos da canção. A cantora disponibilizou a faixa pra compra no dia 23 de julho, mesmo ela tendo sido liberada às 11 horas da noite anterior. A música escalou rapidamente no iTunes e ficou em terceiro lugar, atrás apenas de One Direction com "Best Song Ever e de Robin Thicke com "Blurred Lines".
Ariana opinou que "Baby I" era mais "sofisticado" e "maduro" e exibiu sua musicalidade e vocais mais do que em seu hit anterior o single "The Way", o que fazia parte de deixá-la animada para lançar a música. Ela estava revelando trechos da música antes de seu lançamento. O single foi lançado às iTunes Stone em 22 julho de 2013.

## Composição
"Baby I" é uma canção de R&B e Pop, que se estende em 3 minutos e 17 segundos. Ela foi escrito e produzido por Kenneth "Babyface" Edmonds, Antonio Dixon e Patrick "J. Que" Smith. Vários críticos observaram que a musica tem grande influência das musicas de R&B dos anos 90, e que também está musicalmente presente no resto do seu álbum, Yours Truly. Além disso, uma escritora escreveu para o site PopCrush que a canção é uma balada simples como as do final dos anos 70, e ainda completou dizendo que era uma viagem no tempo retrô até uma Mariah Carey mais jovem.
Liricamente, a canção é uma confissão de Ariana admitindo um amor especial para alguém e como ela não pode formular seus fortes sentimentos em palavras.
De acordo com a partitura publicada pela Sony/ATV Music Publishing Group na página da Musicnotes, Inc, a canção possui um metrônomo de 100 batidas por minuto e é composta na chave de ré maior. Os vocais da cantora se expandem da nota ré para sol variando de quatro a cinco oitavas. O primeiro verso introduz o conceito da música: "Baby, eu tenho amor por ti tão profundamente dentro de mim, Eu não sei nem por onde começar / Eu te amo mais do que qualquer coisa / Mas as palavras não podem sequer tocar o que está em meu coração / Quando tento explicar eu soo insana/As palavras nunca saem corretamente / Eu fico de língua travada (e torcida) / Eu não posso explicar o que estou sentindo".

## Recepção da crítica

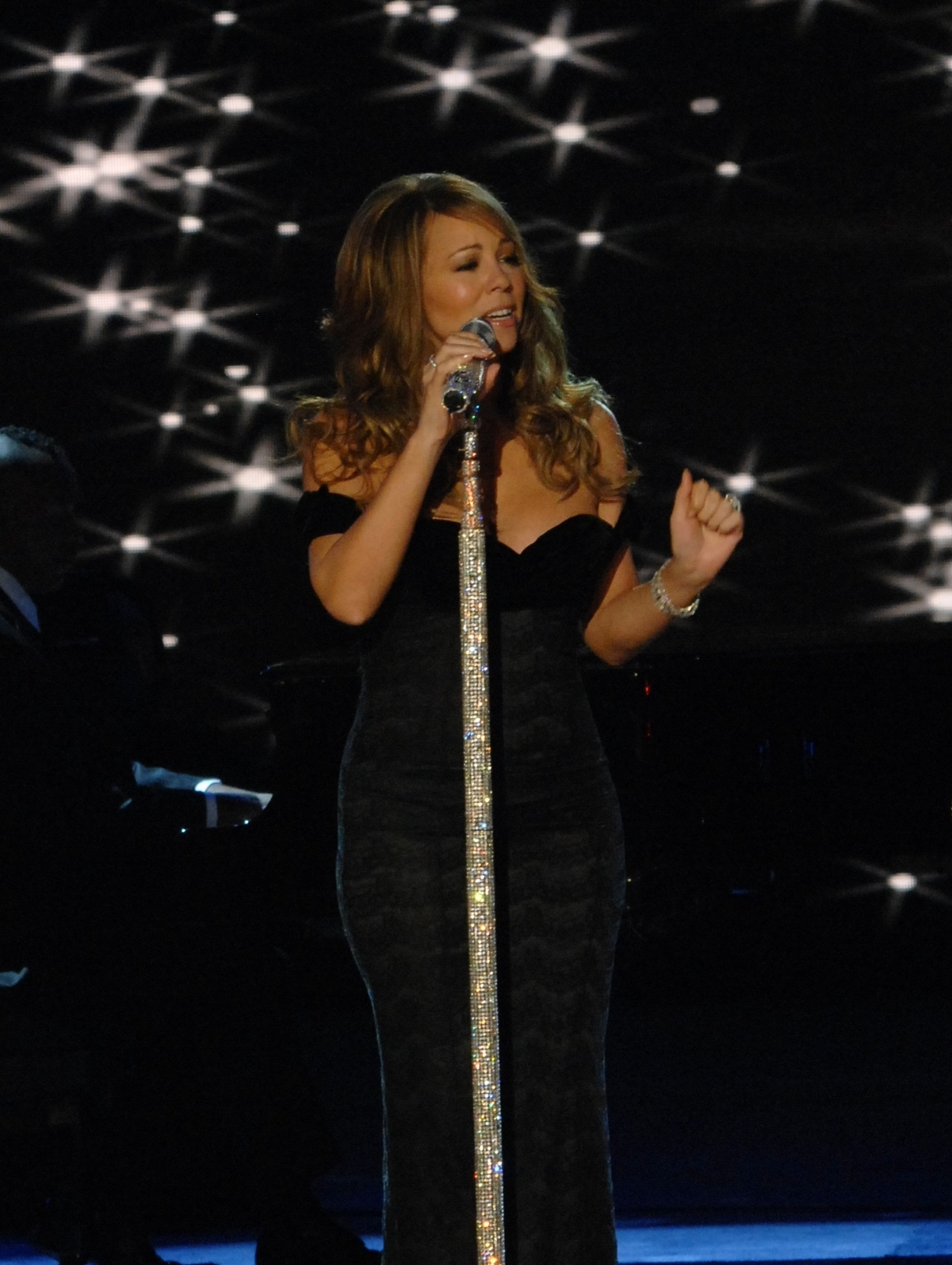
Mariah Carey sings at the Neighborhood Ball in downtown Washington, D.C., Jan. 20, 2009.

Kyle Anderson, editor da coluna "The Music Mix", publicada no site da revista Entertainment Weekly, foi positivo em sua opinião a respeito de "Baby I". Ele afirmou que o single faz jus as comparações com a cantora Mariah Carey, dizendo que "seu alcançe [o de Grande] não está nem perto do que Carey alcança em seu auge (a parte final da execução de "Baby I" soa como se tivessem tentado forçá-la até seu limite), mas sua habilidade de alternar entre murmúrios e beltings é lindamente destacada". Anderson também destacou a produção retrô do tema, que ele disse parecer "ser um outtake de uma das sessões do Music Box em 1993". Bill Lamb do about.com comentou que a canção é puramente uma fatia de buço  expressando o amor com outro significado. As palavras e coro são menos do que memorável. A grande fanfarra de abertura leva-nos a sentir como uma pintura por cópias de últimas músicas da Mariah Carey. Inspiração e originalidade estão faltando. Os momentos mais emocionantes é a parte final, quando Grande tem a oportunidade de mostrar o seu alcance vocal e nos deixa com uma risadinha divertida no final. Lamb encerrou a sua resenha dando a faixa três estrelas e meia de cinco. Lewis Corner do Digital Spy comentou que a música é contagiante e saltitante ao nervosismo de um amor golpeado.
Amy Sciarretto do PopCrush fez comentários positivos a canção, escrevendo que "'Baby I' tem batidas das músicas dos anos 90 com um pitadas dos anos 70 - acho que Mariah Carey foi retrô. Claro, Mimi [apelido da Mariah] é sempre a comparação óbvia quando se trata de Grande, uma vez que ambas sabem como lidar com as oitavas [...] ela exerce um controle firme sobre sua própria voz". Sciarretto disse que Grande canta como se fosse sábia e que nem parece ter a idade que tem (16 anos), ela também premiou a canção com três estrelas e meia. Jason Lipshutz da revista Billboard disse que os efeitos sonoros da bateria anunciam uma faixa vibrante de amor, que funciona como um seguimento lógico para "The Way". Mais do que qualquer outra canção do álbum, "Baby I" convida - ou melhor, abraça - as comparações com os trabalhos de Mariah Carey. Sam Lansky do portal Idolator notou que ganchos são usados constantemente na música. Coros de afirmações. Ela está trilhando uma linha muito tênue e por vezes desconcertante entre castidade e sexualidade.

## Videoclipe
As filmagens do videoclipe da canção ocorram em 28 e 29 julho de 2013. Grande deu a entender que o vídeo iria ser uma  "viagem" de volta para a década de 1990 e que haveria "muita cor" e "um monte de roupas largas". Uma prévia do vídeo que dura 28 segundos foi liberada no dia 4 de setembro, após seu desempenho no Style Awards 2013. Nele, Grande aparece se divertindo e está muito sedutora como a própria. Na prévia também são mostradas várias imagens dela e seus dançarinos dançando com roupas bonitas de verão. O clipe foi dirigido por Jones Crow e lançado oficialmente na sua conta do VEVO no dia 6 de setembro de 2013. Após terminar um episódio da série Sam & Cat a qual ela protagoniza com Jennette McCurdy, Grande liberou um vídeo agradecendo a todos os fãs pelo apoio que recebe em sua conta no YouTube. Em uma entrevista com a revista Billboard, a cantora disse que gostaria que o videoclipe recordasse os dos anos 90 como os de TLC e Will Smith, mesmo ela não sendo daquele tempo.
O vídeo consiste em cenas nas quais vemos Grande se divertindo com seus amigos em uma festa, assim como no meio da rua enquanto dança com seus amigos dançarinos. Ela também é vista dançando em dentro de um ônibus ou até mesmo em cima de um telhado. Ela aparece sentada em cima da capota de um carro, enquanto continua a cantar. Ela aparece vestida por um short curto e uma blusa curta mostrando a barriga, cenas dela se divertindo nas ruas da cidade com seus dançarinos se alternam. Também aparece um homem grafitando o nome da cantora em uma parede, ela então aparece vestida por um macacão branco. Então aparece novamente cenas de uma festa caseira, onde ela se encontra dançando e brincando com giz de cera.O vídeo ganhou certificado da VEVO em 12 de julho de 2015 após ultrapassar a marca de 100 milhões de visualizações na plataforma.

## Alinhamento de faixas
| Download digital |          |         |  |
| N.º              | Título   | Duração |  |
| 1.               | "Baby I" |         |  |

## Desempenho comercial
A música vendeu 141 mil cópias em sua primeira semana e estreou em 21 na Billboard Hot 100 , tornando-se seu segundo Top 40. A canção também estreou em 6 na Digital Songs da Billboard, fazendo de Ariana a única mulher a estrear duas canções no top 10, durante o ano de 2013. Na semana seguinte, a música saiu da Billboard Hot 100, porém com o lançamento do álbum e do clipe, ela entrou novamente no chart, dessa vez em 94, depois subiu para 60 na Billboard Hot 100 e na semana seguinte saiu do top 100.

### Posições nas paradas musicais
| País – Parada musical (2013)            | Melhor posição |
| --------------------------------------- | -------------- |
| Austrália – ARIA Singles Chart          | 67             |
| Canadá – Canadian Hot 100               | 57             |
| Estados Unidos (Billboard Hot 100)      | 21             |
| Estados Unidos (Billboard Rhythmic)     | 18             |
| Estados Unidos - (Hot Dance Club Songs) | 8              |
| Japão (Japan Hot 100)                   | 6              |
| Países Baixos – Dutch Singles Chart     | 39             |
| Reino Unido (UK Singles Chart)          | 45             |
| Reino Unido (Official Charts Company)   | 16             |

### Certificações
| País                  | Certificação | Vendas      |
| --------------------- | ------------ | ----------- |
| Estados Unidos (RIAA) | Platina      | + 1.000.000 |
| Japão (RIAJ)          | Ouro         | + 180.000   |

## Histórico de lançamento
| País           | Data                | Gravadora | Formato           |
| -------------- | ------------------- | --------- | ----------------- |
| Estados Unidos | 22 de julho de 2013 | Republic  | Download digital  |
| Estados Unidos | 6 de agosto de 2013 | Republic  | Rádios mainstream |